# Gerald Wilson (żeglarz)
Gerald Dunseith „Jerry” Wilson (ur. 7 sierpnia 1906 w Vancouver, zm. 10 czerwca 1945 w Medicine Hat) – kanadyjski żeglarz sportowy, medalista olimpijski.
Podczas letnich igrzysk olimpijskich w Los Angeles (1932) zdobył, wspólnie z Philipem Rogersem, Gardnerem Boultbee i Kennethem Glassem, brązowy medal w żeglarskiej klasie 6 metrów.
Gerald Wilson dołączył do Royal Vancouver Yacht Club niedługo przed tym, jak został wybrany do reprezentowania Kanady na olimpiadzie w 1932. Kanadyjczycy przegrali pierwsze cztery wyścigi i zrezygnowali z uczestnictwa w dwóch pozostałych, nie mając już szans na poprawienie pozycji (zdobyli brązowe medale, ponieważ rywalizowały tylko trzy zespoły).